# Albert MacQuarrie

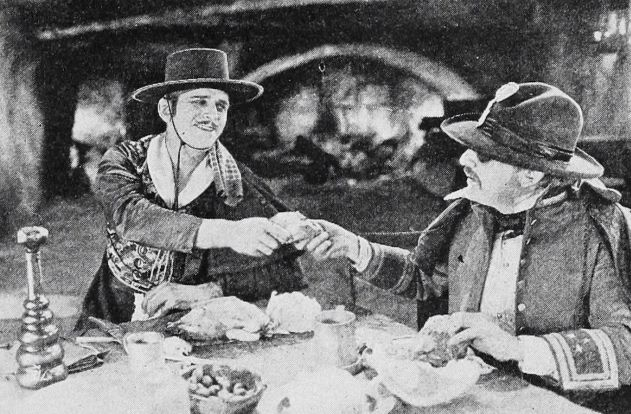
Fotograma de la película Don Q con Albert MacQuarrie.

Albert MacQuarrie (8 de enero de 1882 – 17 de febrero de 1950) fue un actor cinematográfico de nacionalidad estadounidense, activo en la época del cine mudo.

## Biografía
Nacido en San Francisco, California, fue contratado para actuar en el cine en 1912, participando en unas 70 producciones antes de retirarse. A lo largo de su carrera trabajó junto a William Garwood en filmes como Lord John in New York y The Grey Sisterhood, actuando también de manera regular junto a Douglas Fairbanks.
Era hermano de los actores Murdock MacQuarrie y Frank MacQuarrie.
Albert Macquarie falleció en Hollywood, California, en 1950.

## Filmografía
- Safety First (1915)
- The Prayer of a Horse or: His Life Story Told by Himself (1915)
- Things in the Bottom Drawer (1915)
- The Whirling Disk (1915)
- At the Banquet Table (1915)
- The Smuggler's Lass (1915)
- A Harmless Flirtation (1915)
- The Ulster Lass (1915)
- A Little Brother of the Rich (1915)
- A Pure Gold Partner (1915)
- The Frame-Up (1915)
- Colorado (1915)
- Lord John's Journal (1915)
- Lord John in New York (1915)
- The Grey Sisterhood (1916)
- Three Fingered Jenny (1916)
- The Target (1916)
- A Serpent in the House (1916)
- The Golden Boots (1916)
- Mutiny (1916)
- From Broadway to a Throne (1916)
- A Man's Hardest Fight (1916)
- If My Country Should Call (1916)
- Manhattan Madness (1916)
- The Chalice of Sorrow (1916)
- The Oil Smeller (1916)
- The Better Man (1916)
- The Eagle's Wing (1916)
- The Melody of Death (1917)
- John Osborne's Triumph (1917)
- Perils of the Secret Service (1917)
- The Pulse of Life (1917)
- Mr. Dolan of New York (1917)
- The Almost Good Man (1917)
- The Flopping Uplifter (1917)
- High Speed (1917)
- The Clean-Up (1917)
- The Midnight Man (1917)
- A Dream of Egypt (1917)
- The Master Spy (1917)
- The Lion's Lair (1917)
- A Prince for a Day (1917)
- The High Sign (1917)
- Bound in Morocco (1918)
- He Comes Up Smiling (1918)
- A Bum Bomb (1918)
- Under False Pretenses (1918)
- Arizona (1918)
- The Knickerbocker Buckaroo (1919)
- The Little Diplomat (1919)
- His Majesty, the American (1919)
- When the Clouds Roll By (1919)
- The Moon Riders (1920)
- The Mollycoddle (1920)
- The Mark of Zorro (1920)
- Cheated Hearts (1921)
- The Scrapper (1922)
- One Clear Call (1922)
- Bulldog Courage (1922)
- The Lavender Bath Lady (1922)
- The Super Sex (1922)
- The Flaming Hour (1922)
- Crimson Gold (1923)
- Nuestra Señora de París (1923)
- What Three Men Wanted (1924)
- Don Q Son of Zorro (1925)
- The Gaucho (1927)
- The Viking (1928)
- The Ship from Shanghai (1930)